# Andreas Nicolaus Kornerup
Andreas Nicolaus Kornerup (født 7. februar 1857 i København, død 3. september 1881 sammesteds) var en dansk geolog, ingeniør, maler, docent og grønlandsforsker.
Han var søn af litograf Lars Andreas Kornerup. I 1872 tog Kornerup præliminæreksamen, året efter adgangseksamen til Polyteknisk Læreanstalt, hvorfra han i 1878 blev kandidat i anvendt naturvidenskab. I 1879 blev han udnævnt til docent i jordbundslære ved Landbohøjskolen, men havde kun ringe lejlighed til at virke i denne stilling, da han snart blev grebet af en dødelig sygdom (lungesvindsot), hvoraf han efter 3/4 års sygeleje afgik ved døden, kun 24 år gammel.
Trods den korte tid, det således var beskåret Kornerup at leve og virke i, efterlod han sig dog et anset navn som geolog og Grønlandsforsker. Hans betydning som sådan lå fortrinsvis i det fritskuende blik, som han - trods sin ungdom og sin opdragelse under i ydre henseende indskrænkende københavnske forhold - havde over de storslåede naturforhold i dette for geologiens studium i Norden så vigtige land, og samtidig forstod han, støttet på sin medfødte og ved omhyggelig opdragelse gennem ungdommen fæstnede kunstneriske begavelse, at illustrere sine geologiske beskrivelser ved en talrig række fortrinlige afbildninger.
Også som plantesamler har han udfoldet en betydelig virksomhed i Grønland. Endnu førend han var bleven kandidat, deltog han i en ekspedition til Julianehåbs distrikt i 1876. I foråret 1878 gik han på ny til Grønland, hvor han var deltager i J.A.D. Jensens berømmelige isvandring, og endelig i 1879 foretog han sammen med Jensen og Regnar Hammer sin sidste Grønlandsfart til Holsteinsborgs og Egedesmindes distrikter. Om de på disse ekspeditioner udførte geologiske undersøgelser foreligger der livlig skrevne beretninger i "Meddelelser om Grønland" og ligeledes et par afhandlinger i "Geografisk Tidsskrift" (II og IV).
Som det bedste af Kornerups samtlige arbejder tør vistnok anses det i 2. bind af "Meddelelser" indrykkede Geologiske Iagttagelser fra Vestkysten af Grønland (1879). Men det blev også hans sidste værk. Han deltog i de skandinaviske naturforskeres møde i Stockholm 1880, hvor hans arbejder og afbildninger vakte beundring, og hvor han på forslag af A.E. Nordenskiøld valgtes til udenlandsk medlem af "Geologiska Föreningen", foretog efter mødet en fjeldtur i Norge, hvor hans i Grønland erhvervede sygdom brød op igen ved uforsigtighed, og måtte vende hjem i dødssyg tilstand til København. I 1882 var der udstillet flere større akvareller fra Grønland af Kornerup.
Han er begravet på Garnisons Kirkegård. Litografi af Lars Møller 1883 efter ældre fotografi. Træsnit 1881.

## Galleri
- Bjørnesund, 1878
- Parti fra indlandsisen, 1878
- Teltplads ved Kangerdluarsuk, 1879
- Grønlandsk kvinde vasker tøj
- Skibet "Thorvaldsen", 1879